# Liste der Monuments historiques in Champtonnay
Die Liste der Monuments historiques in Champtonnay führt die Monuments historiques in der französischen Gemeinde Champtonnay auf.

## Liste der Immobilien
| Bezeichnung | Beschreibung                                 | Standort                             | Kennzeichnung | Schutzstatus | Datum | Bild           |
| ----------- | -------------------------------------------- | ------------------------------------ | ------------- | ------------ | ----- | -------------- |
| Ziegelei    | 1839 erbaut, seit 1922 als Bauernhof genutzt | südlich des Ortes an der D 67 (Lage) | PA00125413    | Inscrit      | 1993  | weitere Bilder |

## Liste der Objekte
| Bezeichnung | Beschreibung | Standort                       | Kennzeichnung | Schutzstatus | Datum | Bild |
| ----------- | --- | ------------------------------ | ------------- | ------------ | ----- | ---- |
| Kanzel      | Holz, 18. Jahrhundert | in der Kirche St-Médard (Lage) | PM70000276    | Classé       | 1974  |      |
| Hauptaltar  | Altartisch, Retabel, Wandvertäfelung und Kommunionbank; Stein, Holz und Stuck, farbig gefasst, Schmiedeeisen, 18. Jahrhundert | in der Kirche St-Médard (Lage) | PM70000277    | Classé       | 1974  |      |